# منطقه لیتورال
منطقه لیتورال (به فرانسه: Région de Littoral  ) یکی از منطقه‌های کامرون است. منطقه لیتورال ۳٬۱۷۴٬۴۳۷ نفر جمعیت دارد.